# Дата
Датата е точно определен ден от календара. Календарната дата позволява даден ден да бъде идентифициран.
Датите обикновено се базират на циклите в движението на астрономически обекти, като Слънцето или Луната.
Даден ден може да бъде представен от различна дата в друг календар, като например в Григорианския и Юлианския календар, които са били използвани едновременно на различни места. В повечето календарни системи, датата се състои от три части: ден, месец и година. Също така може да има и допълнителни части, като ден от седмицата.
Сега е 07:34 (UTC), 16/03/2025. Това означава, че днес е 16 ден от месец март на 2025 година, или днешната дата е 16 март 2025 г. От календара се вижда, че тази дата отговаря на неделя.

## Етимология
Думата навлиза в българския чрез френската date, но самата тя е от къснолатинската data.

## Формати за дати

### (МДГ/MDY)
При този формат първо се изписва месецът (обикновено с букви), после денят (с число) и накрая годината (с число). Например, Септември 15, 1990. По-разпространен начин за изписване на датите в англо-саксонския свят, отчасти поради особеностите на езика. На английски 15 September, 1990 се чете September the fifteenth, nineteen hundred ninety, в превод: Септември петнадесетият, хиляда деветстотин и деветдесета година.
Съществуват много разновидности на този формат:
Септември 15, 1990
Септември-15-1990
Септември/15/1990

### (ДMГ/DMY)
При този формат последователно се изписват денят (с число), месецът (с число или с букви) и годината (с число).
Например: 15 септември 1990 или 15/09/1992, или 15.09.1992, или 15-09-1992.